# Afrikansk dvärgekorre
Afrikansk dvärgekorre eller bara dvärgekorre (Myosciurus pumilio) är en art i ekorrfamiljen som förekommer i regnskogar i västra Afrika. Utbredningsområdet ligger i Kamerun, Gabon, Kongo-Brazzaville och Ekvatorialguinea.
Den vistas främst i träd och är den minsta arten i familjen. Kroppslängden ligger vid bara 7 centimeter och svanslängden vid 6 centimeter. Vikten ligger på 16 gram. Pälsens färg är på ovansidan brungrön och på buken vitaktig med olivgröna nyanser.
Arten är ganska sällsynt och därför är inte mycket känt om levnadssättet. Antagligen vistas den främst nära trädens undre delar (upp till 5 meter över marken) och sällan i trädkronorna. Den gömmer sig ofta i trädens håligheter. Individerna är aktiva på dagen och lever utanför parningstiden ensamma. De har dock ett pipande varningsläte. Honor som observerades hade alltid två ungar per kull.
Enligt flera iakttagelser avlägsnar afrikansk dvärgekorre barken från trädet för att ha den som föda. Undersökningar av djurets maginnehåll visade också att barken är huvudfödan. Dessutom hittades svampar och termiter i magsäcken. Afrikansk dvärgekorre samlar inte förråd som andra ekorrar.
IUCN listade arten länge som sårbar men numera betraktas den som livskraftig (least concern). Den hotas dock av regnskogens förstöring.